# Arichanna perflava
Arichanna perflava là một loài bướm đêm trong họ Geometridae.